# コロンボ大学
コロンボ大学（シンハラ語: කොළඹ විශ්වවිද්‍යාලය、タミル語: கொழும்பு பல்கலைக்கழகம்、英語: University of Colombo）は、スリランカのコロンボに存在する国立大学である。スリランカで最も古い近代高等教育機関であり、スリランカで最大の大学である。

## 概要
コロンボ大学は自然科学、社会科学、応用科学、数学、計算機科学、法学といった分野を専門としており、2012年の調査では南アジアの大学ランキングにおいて8位にランクインしている。
コロンボ大学の前身となったのは1942年に創設されたセイロン大学のコロンボキャンパスであり、セイロン大学はさらに1921年のロンドン大学の通信教育課程として設立されたユニバーシティ・カレッジ・コロンボへと遡ることができる。さらに追っていくと、その起源は1870年に設立されたスリランカ初の高等教育機関であるセイロン・メディカル・スクールへと辿り着くことになる。 コロンボ大学はこれまで科学、司法、経済、文学、政治の分野に多くの卒業生を送り出している。
コロンボ大学は、コロンボの中央シナモン・ガーデンズ地区に50エーカー (200,000 m2)の敷地を構えている。

## 組織

### 学部（Faculty）
- 教養学部（Arts）
- 教育学部（Education）
- 法学部（Law）
- 経営学部（Management & Finance）
- 医学部（Medecine）
- 看護学部（Nursing）
- 理学部（Science）
- 工学部（Technology）

### 研究所（Institute）
- 農学研究所（IARS : Institute of Agro-Technology and Rural Sciences）
- 生化学・分子生物学・生命工学研究所（IBMBB : Institute of Biochemistry, Molecular Biology and Biotechnology）
- 人材育成研究所（IHRA : Institute of Human Resource Advancement）
- 伝統医学研究所（IIA : Institute of Indigenous Medecine）
- 国立図書館学・情報科学研究所（NILIS : National Institute of Library and Information Sciences）
- 大学院附属医学研究所（PGIM : Postgraduate Institute of Medecine）

### 図書館
- 中央図書館
- 医学部附属図書館
- 理学部附属図書館

## 主な出身者
- G・L・ピーリス：第22代教育相、スリランカ人民戦線議長
- ジュニウス・リチャード・ジャヤワルダナ：第2代大統領
- ゴーターバヤ・ラージャパクサ：第8代大統領
- ラニル・ウィクラマシンハ：第9代大統領、元首相、統一国民党党首
- サンパット・アマラトゥンゲ：スリジャヤワルダナプラ大学副学長
- 樋口まち子：元国立看護大学校教授

## 対外関係

### 他大学との協定

#### 国際ネットワーク
コロンボ大学は以下の国際的な大学ネットワークに加盟している。
- コモンウェルス大学協会（英語版）
- 国際大学協会（英語版）

#### パートナー協定
以下の大学と協定を結んでいる。
- ラ・トローブ大学
- モナシュ大学
- ブリティッシュコロンビア大学
- オタワ大学
- ダルムシュタット工科大学
- 香港城市大学
- マハトマガンジー大学（英語版）
- 立命館大学
- オスロ大学
- シンガポール国立大学
- ウプサラ大学
- ロンドン大学
- ペンシルベニア大学

### 国際機関との協定
- EMBネット（英語版）
- スウェーデン政府：SARECプロジェクト
- スウェーデン国際開発協力庁
- 国際連合開発計画